# Eastbourne Borough
Eastbourne Borough (offiziell: Eastbourne Borough Football Club) – auch bekannt als The Sports – ist ein englischer Fußballverein aus Eastbourne, East Sussex, welcher in der National League South spielt. Die Spielstätte des Vereins ist das 4.151 Plätze fassende Priory Lane.

## Vereinsgeschichte
Der im Jahr 1964 als Langney Football Club gegründete Verein begann die ersten Jahre in der Eastbourne & District Football League. Vier Jahre später folgte mit der Umbenennung des Vereins auf Langney Sports Club die erste Namensänderung. Die Mannschaft konnte im Jahr 1974 nach einer erfolgreichen Spielzeit in die Eastbourne & Hastings League aufsteigen. Zu Beginn der Saison 1983/84 wurde Langney als einer der Gründungsmitglieder in die neu geschaffene dritte Division der Sussex County League aufgenommen. In der Folgezeit gelang es der Mannschaft die ersten Erfolge zu feiern. Als Gewinner der dritten Division der Sussex County League schaffte der Verein den Aufstieg in die zweite Division und ein Jahr später gelang mit der Promotion in die erste Division der nächste Aufstieg. 
Langney etablierte sich als eines der besten Teams in der ersten Division, als in zehn von zwölf Jahren eine Platzierung unter den ersten neun Mannschaften erreicht wurde, die Saison 1999/2000 der höchsten Division der Sussex County League wurde dabei als Gewinner abgeschlossen und der erstmalige Aufstieg in die Southern Football League sichergestellt. Langney Sports trat die Spielzeit 2000/01 in der Eastern Division der Southern Football League an und erreichte eine Platzierung auf dem 9. Rang. Zur Saison 2001/02 wurde eine Namensänderung des Vereins bekannt gegeben, der nun als Eastbourne Borough Football Club am Spielbetrieb teilnahm. Ein Jahr später gelang es mit dem Erreichen des zweiten Ranges in der Eastern Division der Southern League den Aufstieg in die Premier Division zu realisieren.
Der Verein schaffte daraufhin den Klassenerhalt in der höchsten Division der Southern League und wurde zur Saison 2004/05 nach einer großen Umstrukturierung der Football Conference in die Conference South aufgenommen. Es wurde mit 64 Punkten der 5. Schlussrang in der Conference South erreicht. Eastbourne war auch die folgenden drei Jahre in der Liga aktiv und errang mit 80 Punkten den 2. Rang in der Liga und qualifizierte sich nach dem Gewinn der Play-offs gegen Braintree Town und Hampton & Richmond Borough erstmals in der Vereinsgeschichte für die Conference National. Die Saison 2008/09 konnte mit dem 13. Rang auf einem sicheren Mittelfeldrang abgeschlossen und der Klassenerhalt geschafft werden.
In 2011, nach drei Jahren in der Conference National, musste Eastbourne nach einem 23. Rang mit nur 39 Punkten wieder in die Conference South absteigen. Im Falle eines Wiederaufstiegs sollten die Vereinsstrukturen professionalisiert werden.
Garry Wilson, der seit 1999 als Trainer tätig war und unter dessen Leitung der Verein mehrfach aufgestiegen ist, trat Januar 2012 zurück. Zur Zeit seines Rücktritts befand sich Eastbourne auf dem 16. Rang in der Conference South. Wilson wurde durch Tommy Widdrington ersetzt und der Klassenerhalt wurde am vorletzten Spieltag erreicht.

## Ligazugehörigkeit
- 1964–1974: Eastbourne & District Football League
- 1974–1983: Eastbourne & Hastings League
- 1983–2000: Sussex County League
- 2000–2004: Southern Football League
- 2004–2008: Conference South
- 2008–2011: Conference National
- seit 2011: Conference/National South

## Erfolge
- Meister der Sussex County League: 1999/2000
- Vizemeister der Southern League Eastern Division: 2002/03
- Conference South (Playoff-Sieger): 2004/05*, 2007/08

* Eastbourne gewann die Conference South Play-offs, verlor aber die Conference North/South Play-off-Finale gegen Altrincham.

## Liste der Trainer
- 1983–1997: Pete Cherry
- 1997–1999: Steve Richardson
- 1999: Nick Greenwood (interim)
- 1999–2012: Garry Wilson
- 2012: Ben Austin (interim)
- 2012–2017: Tommy Widdrington
- 2017: Hugo Langton (interim)
- 2017–2019: Jamie Howell
- 2019: Mark McGhee (interim)
- 2019: Lee Bradbury
- 2019–: Sergio Torres

## Bekannte Spieler
- Ashley Barnes
- Steve Cook
- Carl Jenkinson